# Morten Sæther
Morten Sæther, (Lillehammer, Noruega, 13 de mayo de 1959) es un ciclista noruego ya retirado.
Fue un corredor completo como muestran sus trece campeonatos de nacionales, que ganó en diferentes modalidades (ruta, contrarreloj, persecución, contrarreloj por equipos). Participó en los Juegos Olímpicos de 1984 en Los Ángeles donde terminó 4º de la prueba en línea.

## Palmarés
1979
- Tour de Berlín
- 3º en el Campeonato del mundo en contrarreloj por equipos.

1980
- 1 etapa de la Vuelta a Austria.

1981
- Campeonato de Noruega en Ruta.
- Campeonato de Noruega Contrarreloj.
- Gran Premio Palio del Recioto
- 1 etapa de la Milk Race.

1983
- Campeonato de Noruega en Ruta.
- Campeonato de Noruega Contrarreloj.
- Tour de Berlín
- 1 etapa de la Vuelta a Suecia.

1987
- Campeonato de Noruega Contrarreloj.
- 1 etapa de la Carrera de la Paz.